# Cophomantella aphanozona
Cophomantella aphanozona är en fjärilsart som beskrevs av Edward Meyrick 1926. Cophomantella aphanozona ingår i släktet Cophomantella och familjen plattmalar. Inga underarter finns listade i Catalogue of Life.